# Ла Вале (Фрозиноне)
Ла Вале је насеље у Италији у округу Фрозиноне, региону Лацио.
Према процени из 2011. у насељу је живело 307 становника. Насеље се налази на надморској висини од 137 м.